# Hadass

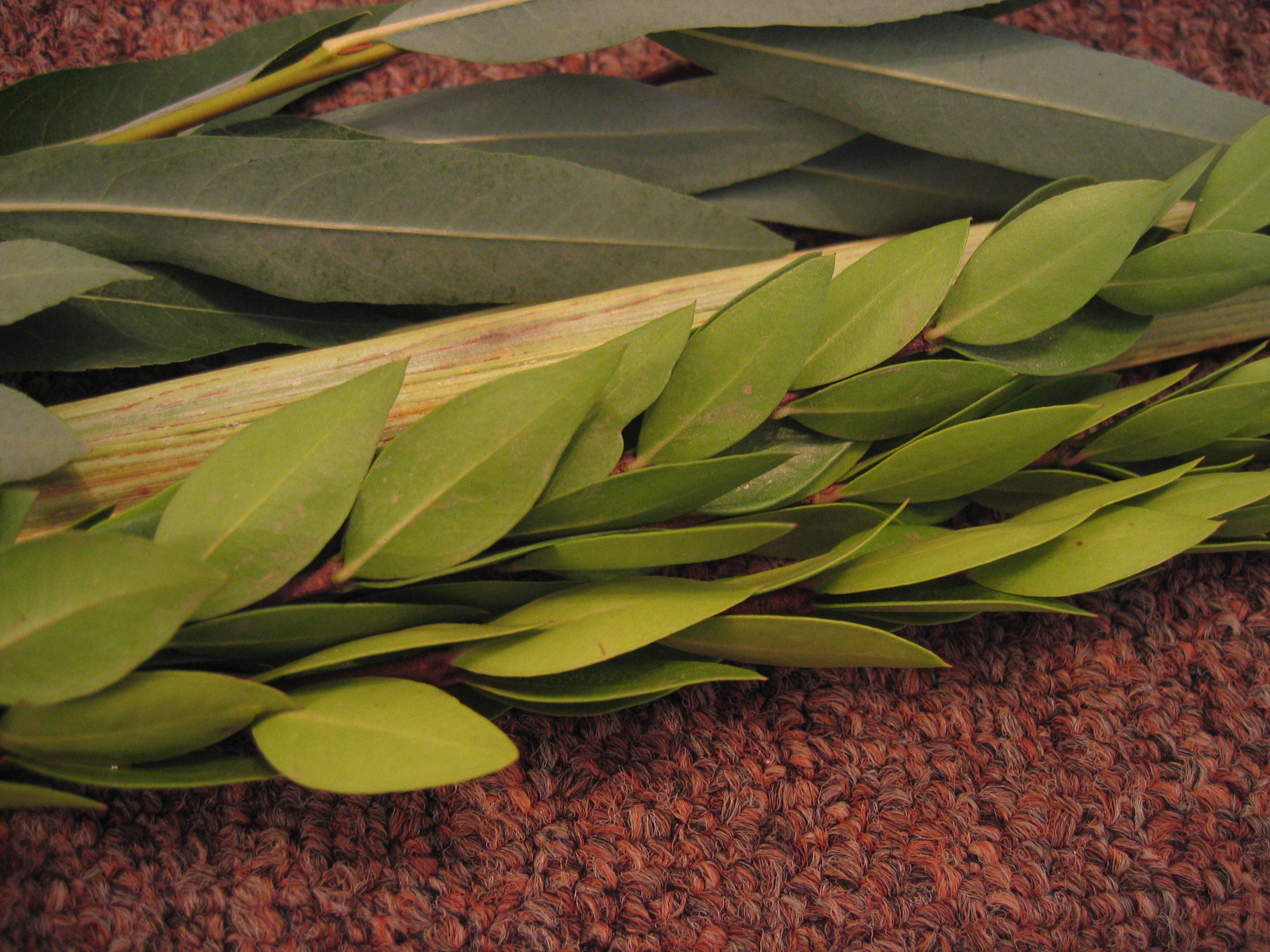
Trois branches de hadass.

Le hadass (en hébreu : הדס, pl. hadassim - הדסים) est une branche du myrte qui fait partie du netilat loulav utilisé pendant la fête juive de Souccot.
Le hadass est l'une des Quatre Espèces (en hébreu : ארבעת המינים - arba'ah minim). Les autres sont le loulav (feuille de palmier-dattier), l'aravah (saule) et l'etrog (cédrat). Trois branches de hadassim sont incorporées aux Quatre Espèces et sont liées ensemble avec le loulav et l'aravah. Avec l'etrog, le loulav est agité dans les quatre directions, ainsi que vers le haut et vers le bas, pour attester de la maîtrise de Dieu sur toute la création et pour exprimer une prière pour des précipitations adéquates sur toute la végétation de la Terre dans l'année à venir.
Le hadass pousse en grappes de trois feuilles. Selon la Halakha, le hadass le plus parfait est celui dont les feuilles poussent uniformément dans chaque ensemble de trois,.
Le hadass est également utilisé comme "Besamim" ou épices saintes dans certaines coutumes séfarades et mizrahi pour la Havdalah.